# Місцева їжа

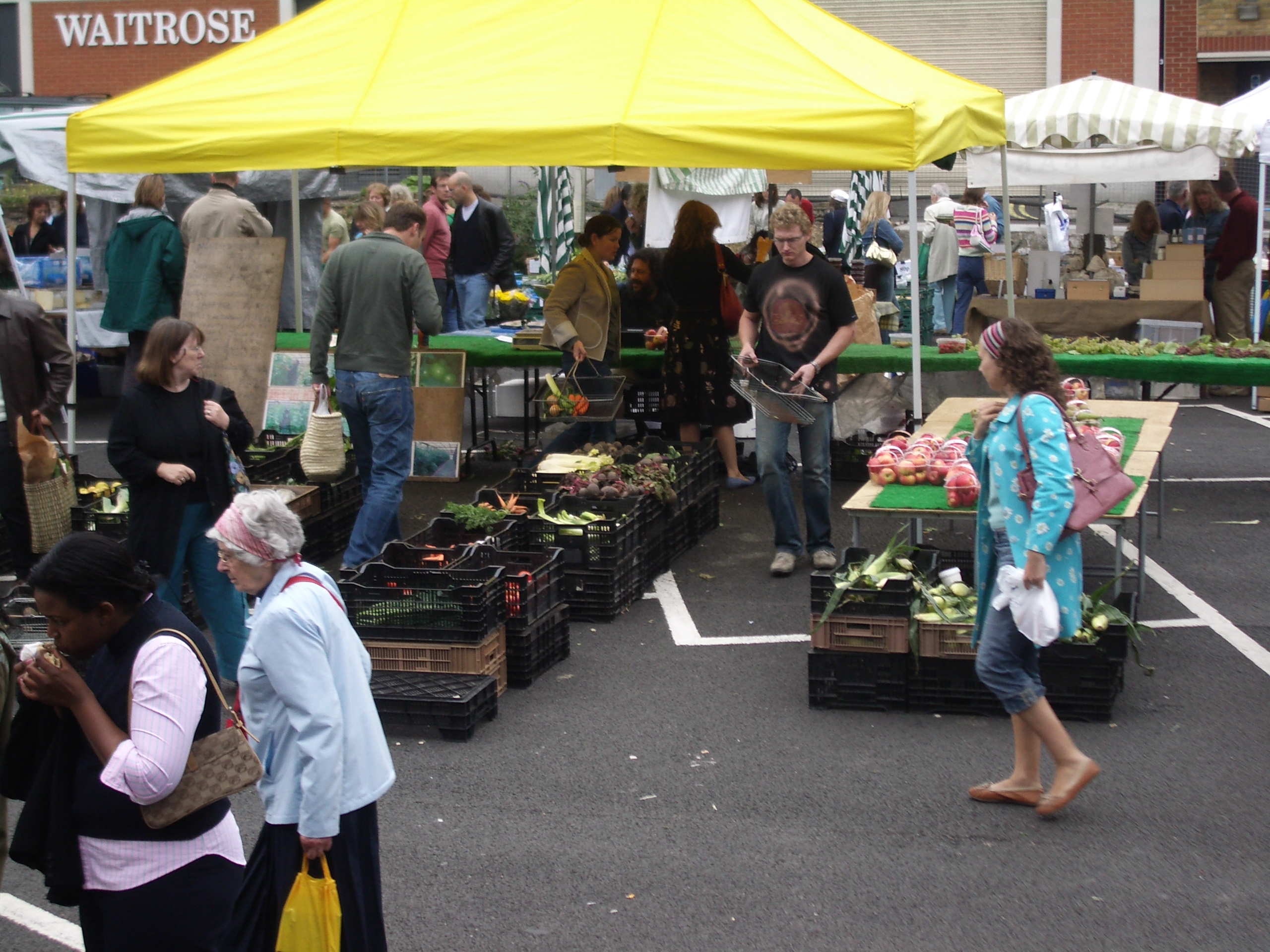
Фермерський ринок у Лондоні

Місцева їжа — їжа, яка виробляється на короткій відстані від місця споживання, часто супроводжується соціальною структурою та ланцюгом постачання, відмінною від великомасштабної системи супермаркетів.

## Історія
У США рух місцевих продуктів харчування бере витоки з Закону про регулювання сільського господарства 1933 року, який породив сільськогосподарські субсидії і підтримку цін. Сучасний американський рух бере витоки від пропонованих резолюцій Товариства керівних принципів освіти в області харчування 1981 року. У 1994 році поп-культура Чикаго зробила місцеву їжу трендом на Середньому Заході. Ці значною мірою невдалі постанови стимулювали збільшення місцевого виробництва, щоб сповільнити втрату сільськогосподарських угідь. Програма описувала «стійкі дієти» — термін, який тоді був новим для американської публіки. У той час ці резолюції були зустрінуті різкою критикою з боку інститутів, що підтримують бізнес, але з 2000 року резолюції знову отримали підтримку.
У 2008 році закон про фермерські господарства Сполучених Штатів був переглянутий; було зроблено акцент на харчуванні.

## Визначення
Єдиного визначення місцевих продовольчих систем не існує. Географічні відстані між виробництвом і споживанням варіюються в рамках руху. Однак широко визнано, що термін «місцевий» описує маркетингову схему (наприклад, фермери продають безпосередньо споживачам на регіональних фермерських ринках або в школах). Визначення можуть грунтуватися на політичних або географічних межах або на продовольчих милях. Американський закон про харчові продукти, збереження природних ресурсів і енергії від 2008 року визначає термін наступним чином: (I) населений пункт або регіон, в якому продається кінцевий продукт, так що загальна відстань, на яку продукт транспортується, становить менше 400 миль від місця походження продукту; або ж (II) держава, в якій виготовлено продукт.
У травні 2010 року Міністерство сільського господарства США підтвердило це визначення в інформаційному буклеті.
Концепція «місцевого» також розглядається з точки зору екології, де виробництво продуктів харчування розглядається з точки зору базової екологічної одиниці, яка визначається її кліматом, грунтом, вододілом, видами та місцевими агросистемами, одиницею, також званою екорегіон або харчовим продуктом.

## Місцеві харчові кампанії
Місцеві продовольчі кампанії виявилися успішними в підтримці дрібних місцевих фермерів. За даними Міністерства сільського господарства, після більш ніж столітнього спаду, кількість малих ферм збільшилася на 20 % за шість років до 2008 року.
Розпочата в 2009 році кампанія в Північній Кароліні спрямована на стимулювання економічного розвитку, створення робочих місць і просування сільськогосподарських пропозицій штату. Кампанія є партнером Центру екологічних систем землеробства (CEFS) за підтримки NC Cooperative Extension і Golden LEAF Foundation.
У 2017 році в Вірджинії була розпочата кампанія Common Grains Alliance, що відображає зусилля кампанії в Північній Кароліні.